# Fuchsia nigricans
Fuchsia nigricans is een veel voorkomende fuchsiasoort in het noordelijk Andesgebied, met name in Venezuela en Colombia.

## Beschrijving
De plant groeit als een opgaande struik van 1 tot 3 m hoog. De bladeren zijn tegenoverstaand of in kransen van drie geplaatst. De kleur is mat groen. Jonge twijgen en bladstelen zijn purper en de onderzijde van de bladeren is licht behaard. De kleine bloemen staan aan het uiteinde van de takken. Ze verschijnen in trosjes. De bessen zijn donkerrood.

## Biotoop
Het is een schaduwplant die voorkomt in nevelbossen op een hoogte tussen de 1700 en 2700 meter. De plant heeft een zwak wortelgestel dat geen natte voeten verdraagt.
... · 
F. arborescens · 
F. ×bacillaris · 
F. boliviana · 
F. excorticata · 
F. jimenezii · 
F. lycioides · 
F. magellanica · 
F. nigricans · 
F. pachyrrhiza · 
F. procumbens · 
F. simplicicaulis · 
F. splendens · 
F. tilletiana · 
...